# Innere Schwarze Schneid
De Innere Schwarze Schneid is een 3367 meter hoge berg in de Ötztaler Alpen in het Oostenrijkse Tirol.
De berg ligt in de Weißkam. De top ligt een kilometer ten oosten van de 3277 meter hoge Linker Fernerkogel en wordt omgeven door de gletsjers of overblijfselen daarvan van de Hangender Ferner in het westen, de Karlesferner in het noordwesten, de Rettenbachferner in het noordoosten, de Seiter Ferner in het oosten en de Tiefenbachferner in het zuidoosten. Op zowel de Rettenbachferner als de Tiefenbachferner zijn meerdere liftinstallaties te vinden, die skiën op de flanken van de Innere Schwarze Schneid mogelijk maken.
De klim over de zuidelijke graat werd voor het eerst ondernomen in 1874.
De bergtop wordt meestal beklommen vanuit de Braunschweiger Hütte, vanwaar de top in ongeveer drie uur is te bereiken, waarbij gekozen kan worden voor een klim over de zuidelijke graat, de oostelijke graat en de noordflank. De snelste klim is echter vanaf het bergstation van de Schwarze Schneidbahn (over de Rettenbachferner), gelegen op 3247 meter hoogte. Een klim van daar over de noordflank naar de top duurt ongeveer een half uur.